# 1131
Năm 1131 trong lịch Julius.

## Sự kiện
Quân độiNhà Kim tiến sang Tống, bắt Tống Huy Tông và Tống Khâm Tông đem về Bắc.
Khâm Vương chạy về phía Nam xưng đế là Tống Cao Tông, mở đầu thời Nam Tống.